# Elecciones municipales de Guayaquil de 1949
Las Elecciones municipales de Guayaquil de 1949 resultaron en la reelección del alcalde Rafael Guerrero Valenzuela, candidato del liberalismo disidente oficialista, apoyado por el presidente Galo Plaza, venciendo a Rafael Mendoza Avilés del UPR. Esta elección fue controversial, al tener fuertes acusaciones de fraude electoral para lograr la reelección del alcalde Guerrero, mediante la anulación de votos en el sector rural. 
Fuentes: